# أنتوني هاريس (لاعب كرة قدم أمريكية مواليد 1981)
أنتوني هاريس (بالإنجليزية: Anthony Harris)‏ هو لاعب كرة قدم أمريكية أمريكي، ولد في 24 ديسمبر 1981 في مايرسفيل في الولايات المتحدة.

## وصلات خارجية
- أنتوني هاريس على موقع JustSportsStats.com (الإنجليزية)